# Раде Жигић
Раде Жигић (Тук Бјелопољски, код Коренице, 1909 — Голи оток, 5. фебруар 1954) био је учесник Народноослободилачке борбе, генерал-мајор ЈА у резерви и друштвено-политички радник НР Хрватске.

## Биографија
Прва три разреда гимназије завршио је у Кореници, након чега је 1923. године напустио родни крај и преко „Привредника“ добио намештење у Руми као трговачки шегрт. Године 1927. неколико је месеци провео у Сплиту, а након тога је отишао у Београд, где је живео до априла 1941. године. У Београду је радио, међу осталим, и као агент издавачког предузећа „Геца Кон“, те чиновник код „Минерве“ и у новинарском удружењу „Седма сила“.
Активност у радничком покрету започео је око 1934, а члан Комунистичке партије Југославије постао је 1939. године. Због активног рада у синдикату неколико је пута хапшен од полиције и задржаван у притвору. Једном је био протеран из Београда у родно место, али се одмах вратио натраг. Почетком фебруара 1941. године, ухапшен је у провали партијске организације и задржан у притвору до 5. априла 1941. године.
За време рата био је организатор устанка у Лици од 1941. године, руководио отпором усташком режиму НДХ и италијанским окупаторима;политички комесар Шесте личке дивизије НОВЈ и политички комесар у Главном штабу НОВ и ПО Хрватске. Био је члан Антифашистичког већа народног ослобођења Југославије (АВНОЈ) и Земаљског антифашистичког већа народног ослобођења Хрватске (ЗАВНОХ). Истакао се у борбама по Кордуну и у Славонији.
После рата био је члан Политбироа Централног комитета Комунистичке партије Хрватске, министар индустрије у Влади НР Хрватске и генерал-мајор Југословенске армије у резерви. Био је један од истакнутијих чланова СКД „Просвјете“.
Изоловање Југославије од стране Источног блока након Резолуције Информбироа 1948. и неповерење Запада узроковали су кризу у Југославији, последица чега су биле Цазинска буна и немири сељака на Кордуну и у Лици. Жигић са тада залагао за политику измирења с СССР-ом. У то је време био кандидат за члана Централног комитета КПЈ.
Раде Жигић, Душан Бркић и Станко Опачић Ћаница позвани су на саслушање на седницу Политбироа ЦК КПХ у Загреб, одржану 26, 27. и 29. августа 1950. године. Ухапшени су и затворени 10. септембра, а 11. септембра 1950. године искључени из КПХ, под оптужбом да су подупирали просовјетска стајалишта и „противнародно деловање“, односно да су потицали побуне мањих размера међу српским сељацима на Кордуну, у Лици, Банији, Цазинској крајини и северозападној Босни. Према историчару Иви Банцу, побуна одређеног дела Срба у западним деловима Југославије била је одраз уверења да је „Србе комунисте, бар део њих љутило … што су и после тако великих заслуга били запостављени у новој држави“.
Истрага против Жигића трајала је од 3. октобра до 19. јуна 1951. године, након чега је Жигићу без судског процеса одређена робија на Голом отоку. Према званичном увиђају извршеном 5. фебруара 1954. године, Жигић је извршио самоубиство пререзавши себи артерију и вене на левој руци те преминуо од великог излива крви. Међутим, према изјавама многих затвореника са Голог отока, Раде Жигић је преминуо после стравичног мучења коме је био подвргнут од стране припадника УДБЕ. Према званичном извештају, Жигићеви посмртни остаци сахрањени су на гробљу у Ријеци., али се сумња да су заправо бачени у море.